# 별하늘에 걸린 다리
《별하늘에 걸린 다리》(일본어: 星空へ架かる橋 호시조라에 카카루 하시[*])는 feng을 통해 2010년 10월 15일에 발매된 어덜트 게임이다. 한편 팬디스크인《별하늘에 걸린 다리 AA》는 2012년 4월 27일에 출시되었다.

## 개요
feng의 6번째 작품으로, 《푸른 하늘이 보이는 언덕》을 기점으로 3부작에 해당되는 작품이기도 하다. 《푸른 하늘이 보이는 언덕》, 《노을빛으로 물드는 언덕》의 세계관을 공유한다.

## 등장인물

### 메인 캐릭터
성우는 게임/TV애니메이션 순.
호시노 카즈마
성우 : 없음 / 아사누마 신타로
주인공. 2학년. 동생 호시노 아유무의 요양생활을 돕기 위해 야마비코 마을에 왔다.
나카츠가와 우이
성우 : 히비노 마키 / 나카무라 에리코(동일)
2학년. 카즈마와 처음 만나 키스를 한 천연타입의 소녀.
히나타 이부키
성우 : 아오바 링고(동일)
2학년. 우이와는 소꿉친구 사이. 우이와 카즈마가 키스하는 장면을 목격하고 카즈마를 공격한다.
토도 츠무기
성우 : 스즈키 란 / 타카하시 치아키(동일)
3학년. 토도 세자매의 맏언니. 요로즈 여관에서 아르바이트를 한다.
토도 코요리
성우 : 모모이 이치고 / 오오쿠보 아이코(동일)
1학년. 토도 세자매의 둘째. 마을 아이들과 함께 순찰을 하는 등 정의감이 강한 소녀.
사카이 히나
성우 : 모리야 미소노 / 요시다 마유미(동일)
3학년. 츠무기와는 친구사이. 키가 크고 과묵한 성격.
코모토 마도카
성우 : 이스즈 아스카 / 시미즈 아이(동일)
1학년. 동네 신사에 사는 소녀. 남성에 대한 공포증이 있다.

### 서브 캐릭터
호시노 아유무
성우 : 우이 / 오오하시 아유루(동일)
중학교 3학년생. 카즈마의 동생. 몸이 허약하다.
요로즈 센카
성우 : 유즈키 카나메 / 카와라기 시호(동일)
요로즈 여관의 주인장.
토도 카사네
성우 : 안즈 밋츠 / 카도와키 마이(동일)
중학교 3학년생. 토도 세자매의 막내.
미나미코쿠바라 다이고
성우 : 하루노 카제 / 하타노 와타루(동일)
2학년생. 카즈마가 전학 직후 친해진 남자친구.
후지미야 시이
성우 : 카가 히카루
작중 게스트 캐릭터로 전작 노을빛으로 물드는 언덕의 히로인인 나가세 미나토(성우 : 미즈사와 히카루) 와 욧쨩(성우 : 토요사키 아키)가 등장한다.

## 게임
당초 2009년 12월 11일 발매 예정이였지만 거듭된 연기 끝에 10개월 만에 발매되었다. 이는 하이크소프트의 사쿠라사쿠라 이래 최고 기간이다.(이 쪽은 1년 만에 발매) 10월 4일 공식 홈페이지에 마스터 업 정보가 있었다. 또한 이 작품의 발매 연기로 인해 나머지 3부작 전부 발매가 연기되어 버리는 사태가 발생했다.
2011년 2월 15일에는 부분 음성과 함께 시나리오나 CG를 다시 쓴 〈발렌타인 특별 패치〉가 공개되었다.
바이노랄 녹음을 사용한 최초의 어덜트 게임.

## TV 애니메이션
2011년 4월부터 독립 UHF 방송국 계열과 AT-X 등의 방송사를 통해 방영되고 있다. 대한민국에서는 애니플러스가 일본어 음성에 한국어 자막을 덧씌운 채로 방영하고 있다.

### 제작진
- 원작 - feng
- 캐릭터 원안 - 료카, 내추럴 톤, 츠루사키 타카히로, 아리카와 사토루, 사와노 아키라, 조 아자라시
- 기획 - 마츠모토 요시아키, 후쿠바 카즈요시, 하타 켄이치로, 이시구로 류, 아오키 타케히코
- 감독 - 미하라 타케노리
- 시리즈 감수 - 히이라기 타쿠미
- 시리즈 구성 - 잣파 고우
- 캐릭터 디자인·총 작화감독 - 오가와라 하루오
- 미술감독 - 몬마 코이치
- 색채 설계 - 이시구로 케이
- 촬영감독 - 이토 쿠니히코
- 편집 - 고토 마사히로
- 음악 - Funta7, 우메보리 아츠시 (사운드 트랙 - 포니 캐니언)
- 음악 프로듀서 - 타카하타 유이치로
- 음향감독 - 하마노 카즈조
- 프로듀서 - 이토 마코토, 타카하타 유이치로, 사마, 카마다 하지메, 오카무라 타케마사
- 애니메이션 제작 - 동화공방
- 제작 협력 - 피 아르 에
- 제작 - 야마비코초 관광 협회(마블러스 엔터테인먼트, 포니 캐니언, feng, 소츠, 동화공방)

### 주제가
오프닝 테마 〈별바람의 홀로스코프〉(星風のホロスコープ)
작사·작곡 - 아게마츠 노리야스(엘레멘츠 가든) / 편곡 - 후지마 히토시(엘레멘츠 가든)
노래 - 노미코
엔딩 테마 〈대시와 신데렐라〉(だっしゅどシンデレラ)
작사 - 와카바야시 미츠루 / 작곡 - 쿠사노 요시히로 / 편곡 - 츠지 준코
노래 - 나카츠가와 우이(성우 - 나카무라 에리코), 코모토 마도카(성우 - 시미즈 아이)

### 팬디스크
별하늘에 걸리 다리 AA홈페이지에선 2012년 4월 27일에 발매한다고 하였다. 3명의 히로인이 추가된다.

### 방영 목록
부제의 풀이는 애니플러스의 표기를 따른다.
| 화수  | 부제 (원제/풀이)                                          | 각본      | 그림 콘티         | 연출            | 작화감독        |
| ----- | --------------------------------------------------------- | --------- | ----------------- | --------------- | --------------- |
| 제1화 | クマなら、ここで終わってた (곰이라면, 여기서 끝났을 거다) | 잣파 고우 | 미하라 타케노리   | 미하라 타케노리 | 히라츠카 토모야 |
| 제2화 | チーズの味はしないはず (치즈의 맛은 날리 없다)            | 잣파 고우 | 요시카와 히로아키 | 오노다 유스케   | 오자키 아야코   |
| 제3화 | ドングリは意外と痛い (도토리는 의외로 아파)               | 잣파 고우 | 하카다 마사토시   | QZo             | 소가 아츠시     |

## 기타 작품
2009년 10월 16일에 온센을 통해 인터넷 라디오 밤하늘에 걸린 라디오가 방영이 시작되었다.
가도카와 쇼텐, 월간 콤프 에이스를 통해 모리사키 구루미 작화 담당 만화판이 연재 예정. 콤프 에이스 2011년 5월호 (3월 26일 발매)에 예고편이 수록 예정.
2011년 3월 30일에는 아스키 미디어 웍스를 통해 《별하늘에 놓이는 다리 비주얼 팬북》이 발매 예정.

## 인용
1. ↑  콤프 푸틱 2011년 4월호 183쪽